# エンダムカン・スー
エンダムカン・エヌグワ・スー（Ndamukong Ngwa Suh、([ɪnˈdɑːməkɪn ˈsuː] in-DAH-mə-kin SOO、)1987年1月6日 - ）は、アメリカ合衆国オレゴン州ポートランド出身のアメリカンフットボール選手。ポジションはディフェンシブタックル。NFL JAPANでは、「ダムコング・スー」と表記されているが、正確な発音は「インダーマキン スー」に近い。

## 経歴

### プロ入り前
子どもの頃は、ティエリ・アンリにあこがれてサッカーをしていた。
ネブラスカ大学の有望株として、2010年のNFLドラフトで1巡全体2位でデトロイト・ライオンズから指名され、同年8月に5年契約を結んだ。

### デトロイト・ライオンズ
1年目より49タックル、10サック、1インターセプトをあげる活躍を見せ、守備部門のルーキー・オブ・ザ・イヤーを受賞するとともに、オールプロに選出され、プロボウルにも出場した。
2011年11月24日の感謝祭の日に行われたグリーンベイ・パッカーズ戦でパッカーズのオフェンスラインマン、エヴァン・ディートリヒ＝スミスを3回地面に倒した後、腕を踏みつけた。いずれのプレーでもホイッスルが鳴った後の行為であり、アンネササリー・ラフネスの反則を取られ、第3Qに退場処分を受けた。11月29日にNFLから2試合の出場停止処分を受けた。スーはこの処分に異議申立を行ったが、却下された。この決定を下す際、NFLは元オークランド・レイダースのヘッドコーチ、アート・シェルからヒアリングを行った。
この年4サック、26タックルをあげてプロボウルの補欠に選ばれた。
2012年11月22日、ヒューストン・テキサンズとのサンクスギビングゲームでマット・ショーブの脚の付け根を蹴り、3万ドルの罰金を科された。この年先発15試合を含む全16試合に出場し、8サック、25タックルをあげた。
2013年、第1週のミネソタ・バイキングス戦でジョン・サリバンにロータックルを行い、パーソナルファウルを取られ、ディアンドレ・リービーのインターセプトリターンTDが取り消された。このプレーで10万ドルの罰金を科された。第6週のクリーブランド・ブラウンズ戦でブランドン・ウィーデンにタックルしたプレーでは反則のコールはされなかったが、その後NFLから31500ドルの罰金を科された。11月28日のサンクスギビングデーゲームではマット・フリンをエンドゾーン内でサックして、セイフティをあげた。11月29日にタンパベイ・バッカニアーズ戦で行ったジェスチャーに対して7875ドルの罰金が科された。
2014年は53タックル、8.5サックをあげた。第17週のグリーンベイ・パッカーズ戦ではプレー終了後にアーロン・ロジャースの脚を踏みつけて、危険なプレーとして、1試合の出場停止処分を受けた。その後異議申立を行い、罰金処分のみとなり出場停止は取り消された。出場停止処分が取り消されたダラス・カウボーイズとのワイルドカードプレーオフでは、トニー・ロモを2回サック、彼を中心としたディフェンスラインはこの年NFLリーディングラッシャーとなったデマルコ・マレーのランを75ヤードに抑えた。この年、オールプロファーストチームに選ばれた。

### マイアミ・ドルフィンズ
2015年3月11日、NFLの守備選手として史上最高額になる6年1億1400万ドルでマイアミ・ドルフィンズと契約した。この年第2週の試合後にスーが守備コーディネーター、ケビン・コイルのプレーコールに従っていないことが判明した。
この年はレギュラーシーズン全試合に先発し、61タックル 6つのサックを挙げ、NFLトップ100プレーヤーの40位にランクインした。
2016年、スーは16試合72タックル、5サックを挙げ、NFLトップ100プレーヤーの55位にランクインした。
2017年、第8週のサーズデーナイトフットボールのボルチモア・レイブンズ戦では2回のアンネセサリー・ラフネスの反則を取られた。そのうちの一つはライアン・マレットにチョークを仕掛けたというものだった。本人は自己防衛だと主張している。 この年は48タックル、4.5サック、2つのファンブルフォースという成績を残し、NFLトップ100プレーヤーの61位にランクインした。
2018年3月14日、チームのサラリーキャップ確保のため、ドルフィンズから放出された。

### ロサンゼルス・ラムズ
2018年3月26日にロサンゼルス・ラムズと1年1億4000万ドルで契約した 。
このシーズンは59タックル、4.5サックを挙げた。ラムズはこのシーズン13勝をあげ、NFCの2番シードを獲得した。 ダラス・カウボーイズとのディビジョナルプレーオフでは、4タックルを記録した。NFCチャンピオンシップゲームのニューオーリンズ・セインツ戦では、4タックルと1.5サックを記録した。ラムズは延長戦の末勝利を収め、自身初のスーパーボウル進出となった。ニューイングランド・ペイトリオッツと対戦した第53回スーパーボウルでは2つのタックルをあげたが、チームは3-13で敗れた。
チームはスーとの契約を延長せず、ラムズを退団することとなった。

### タンパベイ・バッカニアーズ
2019年5月23日にタンパベイ・バッカニアーズと1年契約を結んだ。 
第4週、古巣との対戦となったラムズ戦では、ジャレッド・ゴフがサックされファンブルしたボールを拾い、37ヤードのタッチダウンを挙げた。これがキャリア2回目のタッチダウンとなった。チームも55-40で勝利した。
第12週のアトランタ・ファルコンズ戦でも、マット・ライアンがサックされファンブルしたボールでリターンタッチダウンし、キャリア3回目のタッチダウンとなった。チームは35-22で勝利した。
2020年、チームは11勝を挙げワイルドカードでプレーオフに進出、ポストシーズンも勝ち上がり第55回スーパーボウルにも出場した。カンザスシティ・チーフスと対戦したスーパーボウルでは相手QBパトリック・マホームズにサックを浴びせた。チームも31-9で勝利し、スーパーボウル制覇を達成した。
2021年、スーは全17試合に先発し、タックル27回・サック6.0回・ロスタックル7回を記録した。オフにFAとなった。

### フィラデルフィア・イーグルス
2022年11月18日にフィラデルフィア・イーグルスと1年契約を結んだ。

## 人物
父はカメルーン出身で、セミプロのサッカー選手としてドイツでプレー。母はジャマイカ出身で、小学校の教師。
カメルーンの言語で、エンダムカンという名前は、"House of Spears"（槍の家）という意味であり、彼の曾祖父も同名。
2010年4月17日、母校ネブラスカ大学に260万ドルの寄付を行うことを発表した。
度重なる試合中の危険行為により、2011年米誌「スポーティングニュース」が各チーム関係者へのアンケートを基に選んだ「最もダーティーな選手」で、１位に選ばれた。 
また、2012年には、フォーブス誌が発表した「全米の嫌いなアスリート」で4位に入ったこともある。